# Primer matrimoni homosexual a Espanya
El primer matrimoni homosexual a Espanya del qual es té constància registral tingué lloc el 8 de juny de 1901 a la Corunya (Galícia). Es va dur a terme entre dues dones, Marcela Gracia Ibeas i Elisa Sánchez Loriga. Per aconseguir-ho, Elisa va haver d'adoptar una identitat masculina: Mario Sánchez, tal com figura al certificat de matrimoni. El casament es va realitzar per l'església, a l'església parroquial de Sant Jordi de la mateixa ciutat. Posteriorment el rector va descobrir l'engany i el matrimoni va ser denunciat i perseguit. No obstant això, el certificat de matrimoni mai va ser anul·lat.
Marcela i Elisa es van conèixer mentre estudiaven a l'escola de formació per a professores (Escuela Normal de Maestras) a la Corunya, on els professors d'educació primària eren formats. La seva amistat va donar pas a una relació més íntima i aquesta havia anat creixent més enllà del que socialment era permès. Per aquesta raó els pares de Marcela, per por d'un escàndol, van enviar la seva filla a Madrid. Les dues van acabar els estudis i es van reunir de nou quan Elisa va ser enviada com a professora interina a Couso (Coristanco) i mentrestant Marcela es va establir en una localitat propera, Calo (Vimianzo), on treballava de professora superior. Després les dues van viure juntes a Calo fins que el 1889 Marcela fou enviada a donar classes a Dumbría i anys més tard Elisa es va mudar a Dumbría també.

## Matrimoni i conseqüències
El 1901, Elisa va adoptar un aspecte masculí (amb el qual ella va aparèixer a l'Escuela Normal per demanar un certificat d'estudis), es va fabricar un passat i es va transformar en Mario. Per a poder inventar aquest passat va prendre com a referència un cosí que havia mort en un naufragi. Aquest passat es basava en el fet que havia passat la infància a Londres i que el seu pare era ateu. Tenint en compte aquesta última circumstància, el pare Cortiella, rector de Sant Jordi, va batejar a Mario a 26 maig del 1901 (a més, va rebre la primera comunió).
La parella es va casar el 8 juny del 1901 després de la publicació de les amonestacions. La cerimònia de matrimoni va ser breu, els patrocinadors van donar testimoni de la seva validesa, i la parella va passar la nit de noces a l'hotel-pensió Corcubión, al carrer de Sant Andreu.

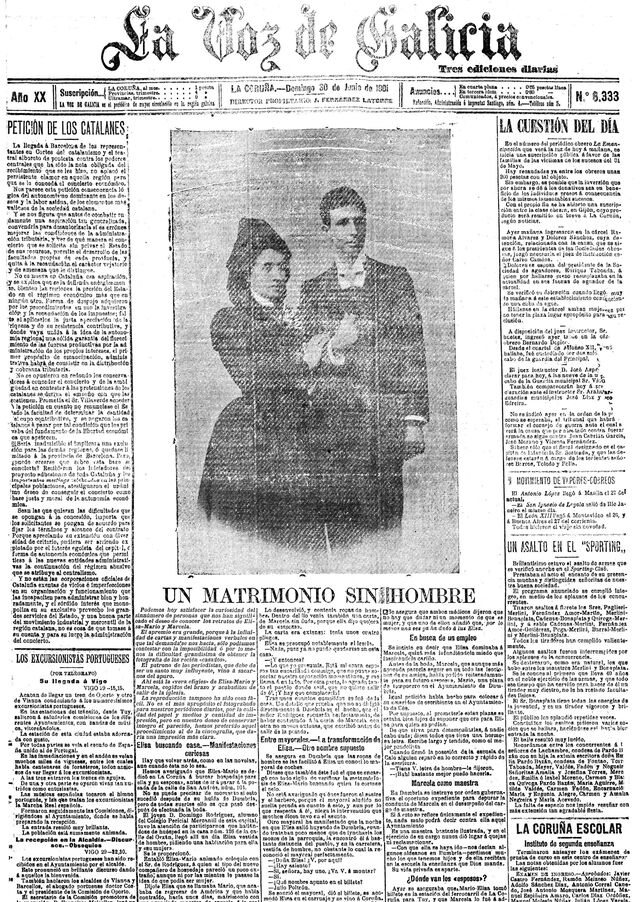
La Voz de Galicia, 30/6/1901.

Els veïns no podien romandre indiferents davant el que a partir d'aquest moment va ser conegut com el "matrimoni sense home". La parella va ser portada de diaris gallecs i madrilenys i com a conseqüència van perdre els llocs de treball, van ser excomunicades i es va emetre una ordre de detenció.
Per dur a terme l'excomunió, el rector va demanar que un doctor examinés a Mario per comprovar si era un home o una dona. Mario va accedir i va intentar fer-se passar per hermafrodita, condició que li havia estat diagnosticada a Londres.
La Guàrdia Civil va perseguir-les fins a Dumbría, durant la fugida les dues dones van passar per Vigo i Porto. L'últim que se sap d'elles és que van pujar a un vaixell cap a Amèrica, possiblement cap a l'Argentina. On suposadament van passar la seva lluna de mel i on es quedarien a viure. El cas es va tancar i alguns residents de Dumbría van difondre un rumor de la mort d'Elisa anys després i el casament de Marcela posteriorment amb un home.
El casament, segons l'Arxiu Diocesà, segueix sent vàlid, ja que ni l'Església ni el registre civil no van anul·lar el certificat de matrimoni, de manera que aquest és el primer matrimoni del mateix sexe registrat a Espanya.
El 18 de desembre de 2008 es va publicar a la Corunya el llibre en gallec Elisa e Marcela - Alén dos homes (Elisa i Marcela - Més enllà dels homes). El llibre relata la història de les dues dones des que fugen de la Corunya l'any 1901 fins al 1904, esdeveniments que transcorren a Porto (Portugal), on van ser empresonades, jutgades i posteriorment posades en llibertat. Després van fugir a l'Argentina quan el Govern d'Espanya va demanar l'extradició a Espanya des de Portugal.
Abans de deixar Porto cap a Amèrica, Marcela va donar a llum una nena i després de l'aterratge a Buenos Aires, Elisa, sota l'àlies de Maria, es va casar amb Christian Jensen el 1903, un home 24 anys més gran que ella. Marcela, sota l'àlies de Carmen, es va quedar amb la seva germana i la seva filla.
Després d'un temps, quan Elisa es va negar a consumar el matrimoni amb Christian, ell ho va trobar sospitós. A l'investigar, va descobrir que Maria i Carmen van ser, de fet, Elisa i Marcela. Els tribunals van tractar d'anul·lar el matrimoni Jensen però atès que el matrimoni era entre un home i una dona, i per tant, vàlid, no es van presentar càrrecs contra Elisa. Després d'aquest temps, el 1904, no tenim cap registre de Marcela i Elisa. Les noves dades presentades a Elisa e Marcela - Alén dues cases es deu a la tasca de recerca del Degà de la Facultat de Ciències de l'Educació de la Corunya, Narcís de Gabriel.